# 西域槍神廣場 (加利福尼亞州)
懷德比爾普萊斯（英語：Wild Bill Place）是位於美國加利福尼亞州萊克縣的一個非建制地區。該地的面積和人口皆未知。

## 地理
懷德比爾普萊斯的座標為39°13′51″N 122°46′54″W / 39.23083°N 122.78167°W，而該地的平均海拔高度為704米（即2310英尺）。